# میشل بتوس
میشل بتوس (انگلیسی: Michelle Betos؛ زادهٔ ۲۰ فوریهٔ ۱۹۸۸) بازیکن فوتبال اهل ایالات متحده آمریکا است.
از باشگاه‌هایی که در آن بازی کرده‌است می‌توان به باشگاه فوتبال آپولون لیماسول، بوستون بریکرز، باشگاه فوتبال ریور پلاته، باشگاه فوتبال پورتلند تورنز، و باشگاه فوتبال رین اشاره کرد.